# Aeroportul Deniliquin
Aeroportul Deniliquin (IATA: DNQ, ICAO: YDLQ) este un aeroport din Deniliquin⁠(d), Noul Wales de Sud, Australia. A fost numit după Deniliquin⁠(d).
Situat la o altitudine de 95 m, aeroportul dispune de o singură pistă. Este operat de Edward River Council⁠(d).